# Grigorija
Grigorija is een geslacht van rechtvleugeligen uit de familie veldsprinkhanen (Acrididae). De wetenschappelijke naam van dit geslacht is voor het eerst geldig gepubliceerd in 1976 door Mishchenko.

## Soorten
Het geslacht Grigorija  is monotypisch en omvat slechts de volgende soort:
- Grigorija beybienkoi (Mishchenko, 1976)